# Jacques Lebaudy
Jacques Lebaudy (* 13. Mai 1868 in Paris; † 11. Januar 1919 auf Long Island, New York) war ein französischer Abenteurer.

## „Kaiser der Sahara“
Der französische Finanz- und Immobilienerbe Jacques Lebaudy landete am 12. Juni 1903 mit seinem Zweimaster Frasquita und 26-köpfiger Besatzung bei Kap Juby an der Küste der Westsahara. Dieser nur von wenigen Berbern besiedelte Landstrich zwischen Kap Noun und Kap Bojador war bisher von keiner Kolonialmacht beansprucht worden. Lebaudy erklärte sich selbst vor seiner Mannschaft zum Kaiser der Sahara, Jacques I. und gründete unter Zurücklassung von Ausrüstung und fünf Mannschaftsmitgliedern Troja, die Hauptstadt seines neuen Reiches. 80 km weiter landete Lebaudy erneut an der Küste und gründete als weitere Stadt Lebaudy Polis, indem er am Strand eine Dose Tunfisch vergrub.

## Pläne
- Anlieferung eines Fertigpalastes aus England
- Bau eines Anlegeplatzes und Befestigungssystems
- Bau einer Eisenbahnstrecke nach Timbuktu

## Hoheitszeichen
- Weiße Standarte mit drei goldenen Bienen, einem napoleonischen Symbol

## Kabinett
- Baussy, Minister für öffentliche Arbeiten

## Medien
- Journal Officiel de l’Empire du Sahara, herausgegeben in London

## Rückschläge
- Die zurückgelassenen Bewohner der Siedlung Troja wurden von Berbern entführt
- Nach Lebaudys Rückkehr auf die Kanarischen Inseln wurde durch spanische und französische Rechtsanwälte die Segelerlaubnis widerrufen und die Yacht konfisziert
- Ein Versuch der Anrufung des Internationalen Gerichtshofes in Den Haag brachte keinen Erfolg
- Verhandlungen mit England, Marokko und dem Osmanischen Reich verliefen seitens Lebaudy undiplomatisch und fruchtlos

## Krankheit und Tod
Lebaudy ließ sich nach seinem Scheitern selber in eine New Yorker Nervenheilanstalt einweisen, die er nach einigen Jahren wieder verließ. Nach seiner Rückkehr wurde er von seiner Ehefrau erschossen, als er den Wunsch äußerte, seine eigene 14-jährige Tochter ehelichen zu wollen.